# Спиридон Гопчевић
Спиридон Гопчевић, псеудоним Лео Бренер (9. јул 1855, Трст – Берлин, 1928) био је српски историчар, астроном, ратни извештач и писац.

## Порекло
Потиче из српске породице (обитељи - по Доситеју) из Трста, која се онамо доселила из Херцег-Новог у време када је тај град био духовни центар Срба. Били су из бокељског места Поди. Гопчевић је породица "црногорска" која је од стране "венецијанаца" у 17. веку на степен грофства "узвишена". Ту се код тршћанског милионера, грофа Гопчевића у Трсту у гостима радо бавио и велики Његош, његов сродник. Новосадски часопис "Даница" је објавио Његошеву песму под називом "Пировање", за коју стоји у напомени да је настала "У Тријесту, 7. декембрија 1850. код г. Спиридона Гопчевића".
Спиро је рођен је у лето 1855. године у "Гопчевића палати" на Великом каналу у Трсту. Отац Спиридон био је "први" трговац (великокупац) у Трсту, а мајка Лујза родом Еманова била је Бечлијка. Без оца је мали Спиридон остао кад му је било шест година, а без мајке у осамнаестој. Отац имењак "први притежилац лађа" и велики трговац аустријски - пропао је током једног великог шпекулантског подухвата. Он је након финансијског слома из 1856. године, када су му током рата страдале 32 лађе са купљеном храном (житом) у Азовском мору, полудео и у бечком санаторијуму извршио самоубиство. Млади Шпиро је завршио гимназију у Мелку, а у Бечу трговачку школу и конзерваторијум. Затим се за своју душу приватно школовао - "одао историјским, географским, милитарским (војним) и наутичким (војно-поморским) студијама". Афинитет показује и према лингвистици; наводно је учио 28 језика, од којих је тај полиглота говорио 13. Између 1872-1892. године путовао је непрекидно; прошао је целу Европу, Северну Америку, Малу Азију, био у Сирији, Палестини, Мисиру, Сибирији, итд. Велики неуморни авантурист духа и тела био је по много чему непревазиђен. Године 1892. живео је он у Цељу у Штајерској; био је то мали предах пред поход у Далмацију.

## Астроном
Живот је у младости провео бурно као ратни извештач и новинар са Балканских ратишта. У браку ће добити нови полет ка другачијим активностима. Био је ожењен аустријском племкињом Фани Манора Пласковић из Моравске, те уз подршку њене породице отвара 1893. године приватну ("звездарницу") опсерваторију, на острву Мали Лошињ (по Доситеју: острву Малом Лошињу) коју назива по њој Манора. Лошињ је изабран за локацију због изванредних климатских одлика које условљавају посебно ведро небо над тим острвским местом, што погодује опсервацији. Гопчевић је био управник те звездарнице у периоду 1893-1909. године. Имала је та установа највећи телескоп на Балкану, који се сачувао. Под псеудонимом „Лео Бренер“ објављује мноштво опажања Меркура, Венере, Марса, Јупитера те Сатурна. Као признање за обиман посао један кратер на Месецу добија име по њему Лео Бренер. Шпиро је пропагирао астрономију и том циљу издавао и свој лист са том тематиком "Astronomische Rundschau".

## Стваралаштво
Спиридон је био изузетно плодан писац, који је за кратко време исписао обимно и интересантно штиво. Прво дело му је објављено у Лајпцигу 1877. године и то на немачком језику: "Montenegro und die Montenegriner". Књигу је посветио Даринки, удовици црногорског кнеза Данила. У том спису је иначе критиковао црногорског владара кнеза Николу Петровића, са којим је био у сукобу. Убрзо је објавио историју црногорско-турског ратовања 1876-1878. године. После бављења у Црној Гори, велики авантуриста је слично прошао међу Албанцима па Бугарима. Након доласка у сукоб са владајућим круговима тих земаља, Гопчевић би их писањем разобличавао. Уследила су затим друга у доброј мери интригантна дела о Албанцима и Бугарима, попут: "Oberalbanien und seine Liga" (Лајпциг 1881) и "Bulgarien und Ostrumelien" (Лајпциг 1886). У Бечу је 1889-1890. године издавао један часопис и један дневни лист (Wiener Tagespost). За петнаест година Гопчевић је објавио двадесет опсежних дела и брошура (попут "Истина о Македонији" из 1890), један роман ("Беата"), шест новела, 250 "милитантних и маритимских" чланака, 30 научних радова, 85 белетристичних чланака, те 1350 политичких и расправа у чак 76 разних часописа.

## Остали рад
Након "разлаза" са Бугарима, због писања о бугарским злочинима у Пироту, Спиридон се најзад окреће свом српском роду. Од тада он је са страшћу каква се ретко среће, исписао много сјајних страница бранећи српство, нарочито у Македонији. Између осталог рад Спиридона Гопчевића по Јужној Србији и Македонији тек сада долази до изражаја те му се придаје велики значај, у којем детаљно описује становништво тог подручја од Скопља до Солуна, те од Приштине до Верије, обичаје српског народа у том подручју, разговоре са локалним становништвом, исповести Срба и Цинцара те исламизацију, појелињење, бугаризацију и албанизацију истих, а пре свега уз помоћ Сионских 'ћери, организацију, која је финансирана споља, те отварање бугарских гимназија за описмењавање српског становништва, одрицање од слављења крсних слава и сл. Најзначајније дело из ове тематике је "Стара Србија и Македонија". Написао је и књигу "Црна Гора и Црногорци", коју је жестоко критиковао Бернхард Шварц због наводне пристрасности на штету Црногораца.
Иако у Трсту, Спиридону је увек било блиско Српство, Црна Гора и Србија, његова је породица била велики добротвор српског народа, те га је помагала у устанцима.